# Klaus-Dieter Neubert
Klaus-Dieter Neubert (* 22. listopadu 1949, Oberwiesenthal) je bývalý východoněmecký veslař, kormidelník. Na Letních olympijských hrách 1972 v Mnichově se stal olympijským vítězem na dvojce s kormidelníkem. Zúčastnil se též Letních olympijských her 1968, kde na dvojce s kormidelníkem obsadil 4. místo.